# زیگموند ولتلینگر
زیگموند ولتلینگر (انگلیسی: Siegmund Weltlinger; ۲۹ مارس ۱۸۸۶ – ۱۸ مهٔ ۱۹۷۴) سیاستمدار اهل آلمان بود. از سال ۱۹۴۹ تا ۱۹۷۰ یکی از اعضای مؤسس و اولین یهودی رئیس انجمن همکاری مسیحی-یهودی در برلین بود. او از سال ۱۹۷۰ رئیس افتخاری بوده‌است.